# Zombie Revenge
Zombie Revenge (яп. ゾンビ・リベンジ) — японская компьютерная игра, выпущенная для аркадных автоматов и игровой консоли Dreamcast в 1999 году. Zombie Revenge является спин-оффом серии The House of the Dead.
На стадии разработки игра имела название The House of the Dead Gaiden, которое позже было изменено на Zombie Revenge. После релиза игры на Dreamcast рассматривался возможный порт от Acclaim Entertainment для консоли PlayStation 2, который всё-таки был отменён.

## Игровой процесс

Скриншот геймплея

В отличие от основных игр The House of the Dead, выполненных в жанре рельсовый шутер, Zombie Revenge представляет собой классический трёхмерный beat ’em up-проект.
Игроку предоставляются на выбор один из трёх персонажей, каждый из которых обладает разным уровнем владения рукопашного боя, ловкости и силы. В игре присутствует кооператтвный режим прохождения. Для борьбы с зомби и боссами в игре представлено множество видов оружия, например ружья и пулемёты. У игрока есть возможность комбинировать атаки, одновременно используя огнестрельное оружие и нанося удары ногами.
В Zombie Revenge есть несколько игровых режимов, доступных из главного меню: режим аркады, битва против босса, режим боя, а также тренажерный зал. В Dreamcast-версии для Visual Memory существовали три загружаемые мини-игры. Это Zombie Revenge Raising, Zombie Fishing и Zombie Doubt.

## Сюжет
Действие игры развивается вокруг сверхсекретного правительственного проекта U.D.S, задачей которого было использование зомби в военных целях. Спустя год проект выходит из под контроля и город, где проводились основные исследования, оказывается захвачен и практически разрушен зомби. Три агента академии AMS, Стик Брейтлинг, Линда Ротта и Риккиа Бисиджима, отправляются в город, чтобы ликвидировать всех врагов и разыскать таинственного человека, известного под именем Зед, который был причастен к инциденту с U.D.S. После встречи с Зедом главные герои узнают, что тот хочет отомстить за своих родителей, которые были убиты в рамках проекта. Зед начал презирать всех людей; он захотел превратить всех в зомби, распространяя вирус, разработанный U.D.S. Агентам AMS удаётся предотвратить это и спасти человечество.
С точки зрения сюжета Zombie Revenge является спин-оффом серии The House of the Dead. Она содержит множество деталей заимствованных из первой игры The House of the Dead. Враги из Zombie Revenge и The House of the Dead имеют внешнее сходство, а главными героями, как и в оригинальной игре, являются агенты AMS. Упоминаются также Томас Роган и его напарник Джи. Кроме того, в Zombie Revenge фигурирует особняк доктора Кьюриена, названный «The House of the Dead» и присутствующий как отдельный игровой этап.

## Оценки
| Сводный рейтинг    | Сводный рейтинг |
| Агрегатор          | Оценка          |
| ------------------ | --------------- |
| GameRankings       | 66,92 %         |
| Metacritic         | 60/100          |
| Иноязычные издания |                 |
| Издание            | Оценка          |
| AllGame            | (ARC) · (DC)    |
| EGM                | 8/10            |
| Famitsu            | 32/40           |
| Game Informer      | 6,75/10         |
| GamePro            | [ 10 ]          |
| GameRevolution     | C+              |
| GameSpot           | 5,7/10          |
| GameSpy            | 5,5/10          |
| IGN                | 5,9/10          |

Zombie Revenge получила крайне неоднозначные оценки игровых изданий и обозревателей. На веб-агрегаторе имеет рейтинг Metacritic 60 из 100. В свою очередь, на Game Rankings Dreamcast-версия Zombie Revenge имеет 66,92 % положительных рецензий. Самые низкие оценки игре были выставлены в обзорах от IGN, GameSpy, GameSpot и Game Revolution. Из главных недостатков рецензенты отметили неудобное управление, долгую загрузку уровней, сложность, непроработанность персонажей и неоригинальность сюжета. Особой критике подверглось качество звука и всё озвучивание в целом. Некоторыми
обозревателями также были проведены параллели с серией игр Resident Evil; частичная схожесть геймплея Zombie Revenge получила спорную реакцию отдельных критиков. Среди положительных сторон игры было выделено графическое исполнение игры.